# ブルーコンコルド
ブルーコンコルドは、日本の競走馬。2006年度ダートグレード競走最優秀馬、NARグランプリ2006特別表彰馬。クラブ法人「ブルーマネジメント」（旧：荻伏オーナーズ）が、一口馬主を募集した価格は2520万円（1口5万400円×500口）。

## 戦績

### 2歳・3歳時
2002年7月に小倉競馬場の新馬戦2着でデビュー。調教師の服部利之は芝1200m戦を計画していたが、騎乗する池添謙一の進言により芝1000m戦を使うことになった。折り返しの新馬戦では芝1200mに出走し初勝利を上げる。東京競馬場の改修工事に伴い、中山競馬場芝1200mに条件変更された京王杯2歳ステークスに出走し初の重賞制覇を成し遂げる。京王杯2歳ステークスの後は朝日杯フューチュリティステークス出走を予定していたが、挫石のため放牧に出され、クラシック戦線に備えることとなった。
2003年は皐月賞へのステップレースとしてスプリングステークスに出走し、その後皐月賞へ駒を進める。しかし、皐月賞のレース中、他馬に弾かれ肉離れを発症。クラシック路線を諦め2度目の放牧に出された。放牧から帰厩すると芝の中〜短距離を中心に様々な条件のレースに出走するものの勝ち負けに加わることはなかった。新たな可能性を開拓するべく初めてのダート戦を試みると、ここで1度目の転機を迎えることとなる。出走した霜月ステークスで、初ダートにして当時のコースレコードで圧勝し、ダートへの高い適性を示した。この勝利がダート短距離路線への参戦を決定付けた。

### 4歳・5歳時
ダート短距離に主戦場を移した2004年もなかなか勝てなかったが、12月のギャラクシーステークスで幸英明との新コンビとなった。このレースでの1着が2度目の転機となり快進撃が始まった。
2005年にはプロキオンステークス、シリウスステークスを制し、ついには名古屋競馬場で行われたJBCスプリント（ダート1400m）に1番人気で迎えるまでになった。道中は中団に控えてレースを進め、3コーナーからまくるように進出し、4コーナーで先頭に立つと直線では更に後続を突き放し5馬身差をつける圧勝で待望のGIレース初優勝。これが調教師の服部、馬主の荻伏レーシング・クラブ、さらにはフサイチコンコルド産駒としても初めてのGI制覇となった。

### 6歳時
2006年はガーネットステークス、フェブラリーステークスの年明け2戦こそ振るわず5着、4着だったが、黒船賞（高知競馬場）で2着に6馬身差をつける圧勝。続くかしわ記念でも1番人気のアジュディミツオーには及ばなかったが2着を確保。その後マイルチャンピオンシップ南部杯（盛岡競馬場）に出走する。しかし1400mを超える距離で勝ったことがなくそれが不安視されての2番人気となった。レースでは好位に取り付き巧くレースを進めるが、直線に向き勝負所となると前が壁になる不利を受ける。しかし馬と馬との間を割って抜け出し、距離をも克服し2つ目の統一GIのタイトルを獲得した。続けてJBCマイル（川崎競馬場・JBCスプリントの代替競走）に出走。初めてのナイター競馬への出走となった。スタート直後は後方に控え、向こう正面〜3、4コーナーに掛けて徐々に進出すると、直線では鋭く伸びて優勝。統一GIを連勝すると共に、史上初のJBCスプリント（マイル）連覇を達成した。この2つの勝利によって、1600mまでの距離への不安は払拭された。

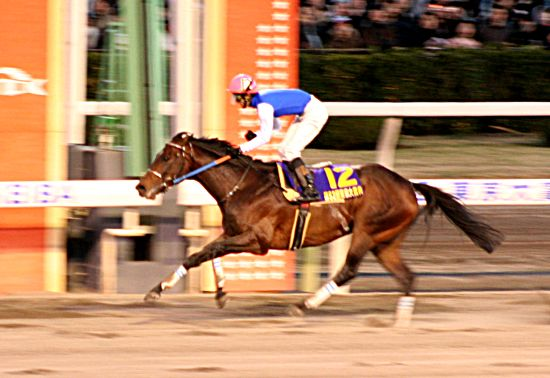
2006年12月29日 第52回東京大賞典

続く次走には12月28日の兵庫ゴールドトロフィーが計画された。しかし主戦騎手である幸はさらに500mも延長する2100mのジャパンカップダートでも大丈夫との進言をした。そしてジャパンカップダートへの出走が検討され、馬の状態も良いことから出走が決まった。レースでは中団に控え、直線に向いてから進出するも前が壁になる不利もあり9着と敗れた。しかし不満が残ったレースとなったため、再び距離の長い2000mの東京大賞典（大井競馬場）に挑戦した。幸がJRAのレース当日にもかかわらず追い切りに騎乗し万全を期して臨んだこのレースでは、先行するシーキングザダイヤやアジュディミツオーなどを差し切り圧勝、GI4勝目を挙げ、2000mまでの距離への不安もなくなった。
2006年のGI3勝の活躍が評価され、2007年のダート競走格付け委員会によって2006年度ダートグレード競走最優秀馬に選ばれた。

### 7歳時

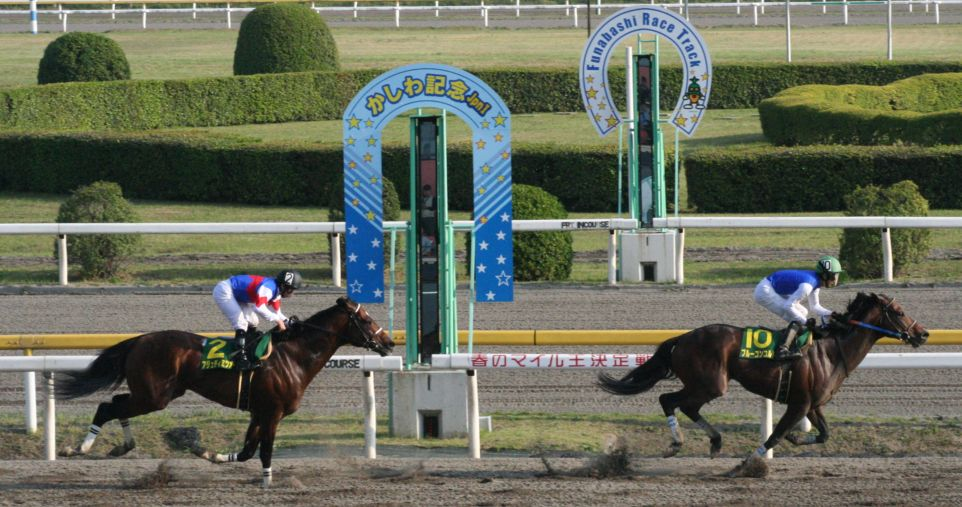
2007年5月3日 第19回かしわ記念

2007年はフェブラリーステークスから始動する。本レースでは3、4コーナーでもたれたために立て直すのに手間取る。直線では猛追するものの先に抜け出したサンライズバッカスを捕らえることができず2着に敗れた。続いて、名古屋大賞典（名古屋競馬場、ダート1900m）に出走。59kgの斤量と1周目のスタンド前から掛かり3着に敗れた。続いてのかしわ記念（船橋競馬場、ダート1600m）では、同年のフェブラリーステークスの優勝馬サンライズバッカス、前年の本レース優勝馬アジュディミツオーを抑えて1番人気に支持される。レースでは前走の様に控えて折り合いを欠くことを避けるため積極的に先行し、道中を4番手の内で進める。3角手前で進出を始めると、直線で逃げるアジュディミツオーをインから交わし、そのまま突き放し優勝した。統一GIの5勝目をあげると共に前年の雪辱を果たした。続く帝王賞では圧倒的1番人気に支持される。しかし、直線で先頭に並びかけるが、内からボンネビルレコードに交わされ、2着に敗れ、放牧に出された。なお7月11日付けで当馬の所有権がブルーマネジメントに変更された。その後、9月4日に帰厩し、マイルチャンピオンシップ南部杯に出走。レースでは、道中2番手につけ、直線に向くと早めに先頭に立ち、そのままワイルドワンダーの追撃を振り切って見事にこのレース連覇を達成した。次走はJBCクラシックに出走。道中は中団につけて最終コーナーあたりで進出を開始するものの、直線では延びきれず4着だった。続く第8回ジャパンカップダートでは、スタートから先行し、先頭集団に位置し進むものの、直線では力尽き7着だった。続く連覇を期待された東京大賞典では、3番人気となるが5着だった。

### 8歳時

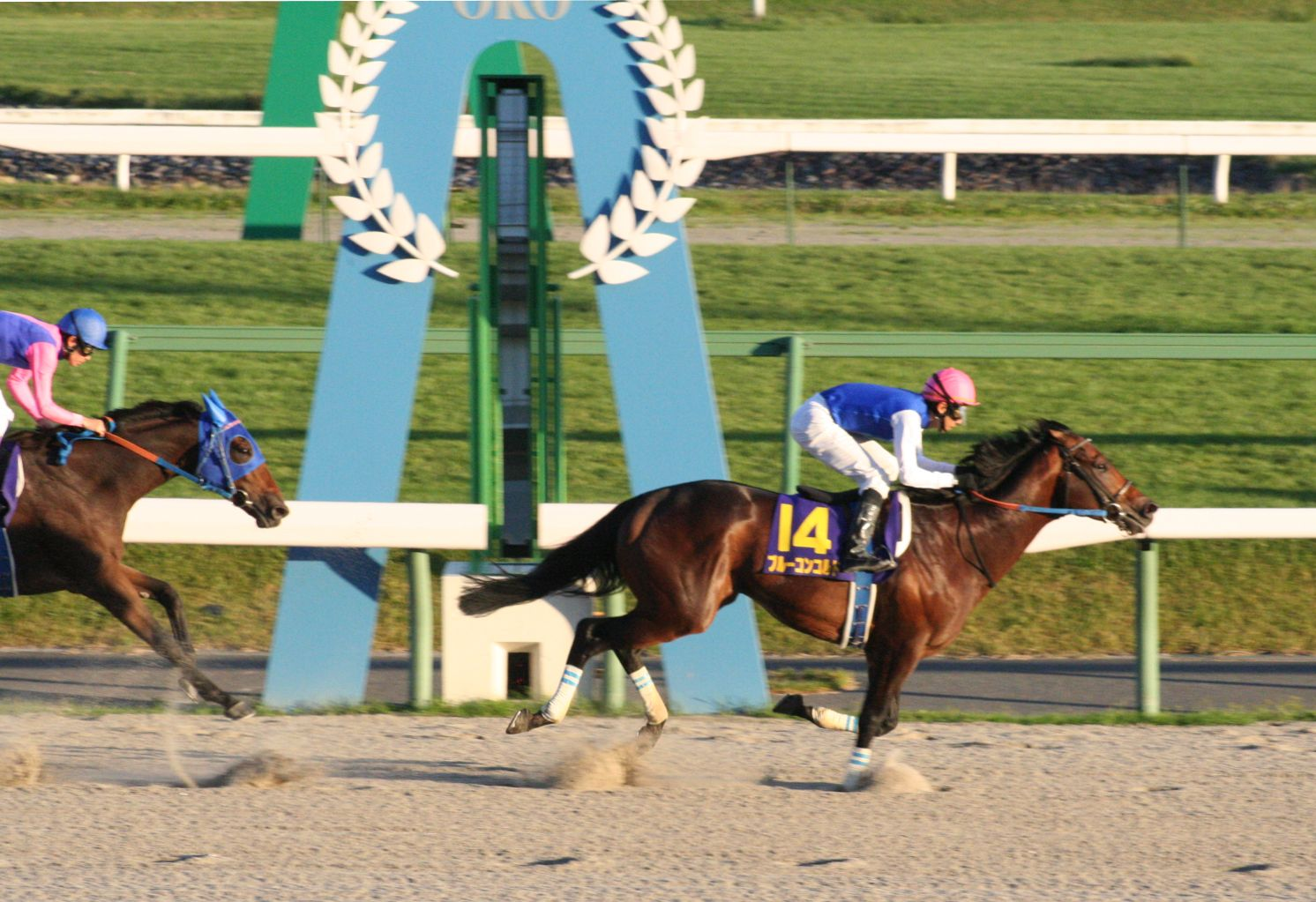
マイルチャンピオンシップ南部杯 2008年10月13日

2008年は当初川崎記念と佐賀記念に登録をしていたが共に回避し、フェブラリーステークスに出走。直線ではしぶとく伸るが、惜しくもヴァーミリアンの2着に敗れた。続くかしわ記念はボンネビルレコードの2着に敗れた。このあとは休養し、10月13日のマイルチャンピオンシップ南部杯に3連覇をかけて出走。4コーナー手前で先頭に立ったメイショウバトラーをゴール手前で交わし優勝、3連覇を達成した。ダートGI・JpnI計7勝はアドマイヤドンの6勝を抜いて最多記録（当時）になり、GI・JpnI競走7勝もディープインパクトらに並び最多記録タイ（当時）となった。
さらに、続くJBCスプリントでは、結果は4着だったものの、GI・JpnI計20戦出走の最多記録タイとなった。続いて出走したジャパンカップダートではしぶとく伸びて5着だった。その後、12月29日の東京大賞典に出走したが、4着に終わった。

### 9歳時・引退後
9歳となった2009年は川崎記念から始動したが、4着に敗れた。休養を挟み、4年連続での出走となったマイルチャンピオンシップ南部杯では5着だった。続くJBCクラシックでは見せ場なく8着に終わった。11月5日にJBCクラシックを最後に引退し、11月7日付で競走馬登録が抹消されることが発表された。新冠町のハントバレートレーニングファームで乗馬として余生を過ごしていたが、2016年5月2日蹄葉炎のため死亡した。

## エピソード
競馬評論家（ホース･コラボレーター）である細江純子は本馬を指して闘牛の様だと表現した。

## 競走成績
以下の内容はnetkeiba.comの情報に基づく。
| 競走日     | 競馬場 | 競走名            | 格     | 距離（馬場）  | 頭 数 | 枠 番 | 馬 番 | オッズ （人気） | 着順 | タイム （上り3F） | 着差 | 騎手        | 斤量 [kg] | 1着馬（2着馬）         | 馬体重 [kg] |
| ---------- | ------ | ----------------- | ------ | ------------- | ----- | ----- | ----- | --------------- | ---- | ----------------- | ---- | ----------- | --------- | ---------------------- | ----------- |
| 2002.07.13 | 小倉   | 2歳新馬           |        | 芝1000m（良） | 16    | 3     | 6     | 002.10（1人）   | 02着 | R0:57.8（35.3）   | -0.1 | 0池添謙一   | 53        | マヤノセイリュウ       | 488         |
| 0000.08.03 | 小倉   | 2歳新馬           |        | 芝1200m（良） | 14    | 4     | 6     | 001.50（1人）   | 01着 | R1:09.4（36.0）   | -0.9 | 0池添謙一   | 53        | （ライブリサクセス）   | 480         |
| 0000.09.01 | 小倉   | 小倉2歳S          | GIII   | 芝1200m（良） | 15    | 7     | 13    | 015.30（5人）   | 02着 | R1:09.8（36.4）   | -0.0 | 0秋山真一郎 | 54        | メイプルロード         | 480         |
| 0000.10.12 | 京都   | デイリー杯2歳S    | GII    | 芝1600m（良） | 13    | 8     | 12    | 009.40（6人）   | 05着 | R1:34.9（35.2）   | -1.0 | 0柴田善臣   | 55        | シルクブラボー         | 486         |
| 0000.11.09 | 中山   | 京王杯2歳S        | GII    | 芝1200m（良） | 9     | 1     | 1     | 003.50（2人）   | 01着 | R1:09.4（35.5）   | -0.1 | 0秋山真一郎 | 55        | （マルブツタイクーン） | 484         |
| 2003.03.23 | 中山   | スプリングS       | GII    | 芝1800m（良） | 16    | 6     | 12    | 032.40（6人）   | 04着 | 01:48.9（34.9）   | -0.7 | 0秋山真一郎 | 56        | ネオユニヴァース       | 480         |
| 0000.04.20 | 中山   | 皐月賞            | GI     | 芝2000m（良） | 18    | 8     | 16    | 052.2（11人）   | 13着 | R2:02.6（35.4）   | -1.4 | 0秋山真一郎 | 57        | ネオユニヴァース       | 478         |
| 0000.08.31 | 新潟   | 新潟記念          | GIII   | 芝2000m（重） | 17    | 2     | 3     | 031.0（11人）   | 14着 | R2:02.2（35.4）   | -1.5 | 0秋山真一郎 | 53        | ダービーレグノ         | 480         |
| 0000.09.14 | 阪神   | セントウルS       | GIII   | 芝1200m（良） | 13    | 3     | 3     | 068.50（8人）   | 10着 | R1:09.0（34.5）   | -1.2 | 0秋山真一郎 | 54        | テンシノキセキ         | 480         |
| 0000.10.04 | 阪神   | ポートアイランドS | OP     | 芝1600m（良） | 13    | 6     | 8     | 022.00（8人）   | 07着 | 01:34.9（33.8）   | -0.6 | 0秋山真一郎 | 54        | マイネルモルゲン       | 486         |
| 0000.11.01 | 京都   | スワンS           | GII    | 芝1400m（良） | 16    | 8     | 15    | 075.6（13人）   | 11着 | R1:21.3（35.1）   | -1.1 | 0池添謙一   | 56        | ギャラントアロー       | 492         |
| 0000.11.23 | 東京   | 霜月S             | OP     | ダ1400m（稍） | 15    | 1     | 1     | 009.90（6人）   | 01着 | R1:23.5（35.4）   | -0.4 | 0二本柳壮   | 55        | （シャドウスケイプ）   | 488         |
| 0000.12.13 | 阪神   | ギャラクシーS     | OP     | ダ1400m（稍） | 16    | 7     | 14    | 003.20（1人）   | 08着 | R1:24.0（37.4）   | -1.4 | 0松永幹夫   | 56        | ニホンピロサート       | 508         |
| 2004.01.11 | 中山   | ガーネットS       | GIII   | ダ1200m（良） | 16    | 8     | 15    | 007.40（2人）   | 02着 | R1:11.5（38.5）   | -0.6 | 0松永幹夫   | 55        | マイネルセレクト       | 488         |
| 0000.01.31 | 東京   | 根岸S             | GIII   | ダ1400m（良） | 15    | 4     | 8     | 002.70（1人）   | 08着 | R1:24.7（37.4）   | -0.7 | 0松永幹夫   | 55        | シャドウスケイプ       | 490         |
| 0000.02.22 | 東京   | フェブラリーS     | GI     | ダ1600m（良） | 16    | 4     | 8     | 053.5（10人）   | 05着 | R1:37.1（35.4）   | -0.3 | 0松永幹夫   | 57        | アドマイヤドン         | 484         |
| 0000.05.29 | 東京   | 欅S               | OP     | ダ1400m（良） | 15    | 8     | 14    | 008.40（5人）   | 08着 | R1:23.7（35.9）   | -1.0 | 0蛯名正義   | 57        | エコルプレイス         | 474         |
| 0000.06.20 | 阪神   | プロキオンS       | GIII   | 芝1400m（良） | 15    | 4     | 6     | 013.20（5人）   | 08着 | R1:23.3（36.0）   | -1.0 | 0蛯名正義   | 56        | ニホンピロサート       | 478         |
| 0000.10.30 | 東京   | 武蔵野S           | GIII   | ダ1600m（重） | 16    | 4     | 8     | 014.90（7人）   | 09着 | R1:36.1（37.2）   | -0.7 | 0村田一誠   | 56        | ピットファイター       | 496         |
| 0000.12.11 | 阪神   | ギャラクシーS     | OP     | ダ1400m（良） | 11    | 6     | 7     | 011.80（5人）   | 01着 | R1:22.9（36.5）   | -0.0 | 0幸英明     | 57        | （エコルプレイス）     | 504         |
| 2005.04.16 | 中山   | 京葉S             | OP     | ダ1200m（良） | 14    | 4     | 5     | 005.70（3人）   | 02着 | R1:10.3（36.1）   | -0.1 | 0幸英明     | 57        | ハリーズコメット       | 494         |
| 0000.05.15 | 京都   | 栗東S             | OP     | ダ1200m（良） | 16    | 6     | 11    | 004.10（1人）   | 01着 | R1:09.9（35.5）   | -0.1 | 0幸英明     | 57        | （サンライズキング）   | 500         |
| 0000.06.19 | 阪神   | プロキオンS       | GIII   | ダ1400m（良） | 16    | 8     | 16    | 004.30（1人）   | 01着 | R1:21.9（35.5）   | -0.4 | 0幸英明     | 56        | （サンライズキング）   | 504         |
| 0000.10.02 | 阪神   | シリウスS         | GIII   | ダ1400m（良） | 14    | 8     | 13    | 001.90（1人）   | 01着 | R1:23.9（37.1）   | -0.1 | 0幸英明     | 58        | （ミリオンベル）       | 506         |
| 0000.11.03 | 名古屋 | JBCスプリント     | GI     | ダ1400m（良） | 12    | 6     | 8     | 001.90（1人）   | 01着 | R1:25.3（36.8）   | -1.0 | 0幸英明     | 57        | （ハタノアドニス）     | 511         |
| 2006.01.08 | 中山   | ガーネットS       | GIII   | ダ1200m（良） | 15    | 5     | 8     | 002.70（1人）   | 05着 | R1:10.9（36.8）   | -0.4 | 0幸英明     | 59        | リミットレスビッド     | 526         |
| 0000.02.19 | 東京   | フェブラリーS     | GI     | ダ1600m（良） | 16    | 6     | 11    | 010.70（4人）   | 04着 | R1:35.6（36.7）   | -0.7 | 0幸英明     | 57        | カネヒキリ             | 518         |
| 0000.03.20 | 高知   | 黒船賞            | GIII   | ダ1400m（重） | 12    | 4     | 4     | 001.10（1人）   | 01着 | R1:28.4（38.0）   | -1.2 | 0幸英明     | 59        | （ロッキーアピール）   | 514         |
| 0000.05.05 | 船橋   | かしわ記念        | GI     | ダ1600m（良） | 13    | 6     | 9     | 003.30（2人）   | 02着 | R1:38.9（37.6）   | -0.3 | 0幸英明     | 57        | アジュディミツオー     | 503         |
| 0000.10.09 | 盛岡   | マイルCS南部杯    | GI     | ダ1600m（良） | 14    | 4     | 6     | 005.00（2人）   | 01着 | R1:36.6           | -0.0 | 0幸英明     | 57        | （ヒシアトラス）       | 506         |
| 0000.11.02 | 川崎   | JBCマイル         | GI     | ダ1600m（良） | 15    | 4     | 6     | 002.00（1人）   | 01着 | R1:39.6（38.4）   | -0.4 | 0幸英明     | 57        | （メイショウバトラー） | 506         |
| 0000.11.25 | 東京   | ジャパンCダート   | GI     | ダ2100m（良） | 15    | 4     | 6     | 006.30（2人）   | 09着 | R2:09.5（36.9）   | -1.0 | 0幸英明     | 57        | アロンダイト           | 510         |
| 0000.12.29 | 大井   | 東京大賞典        | GI     | ダ2000m（稍） | 13    | 8     | 12    | 005.00（3人）   | 01着 | R2:03.5（37.3）   | -0.7 | 0幸英明     | 57        | （クーリンガー）       | 508         |
| 2007.02.18 | 東京   | フェブラリーS     | GI     | ダ1600m（不） | 16    | 4     | 7     | 004.00（2人）   | 02着 | R1:35.0（35.0）   | -0.2 | 0幸英明     | 57        | サンライズバッカス     | 516         |
| 0000.03.28 | 名古屋 | 名古屋大賞典      | JpnIII | ダ1900m（良） | 12    | 8     | 11    | 001.30（1人）   | 03着 | R2:04.7           | -0.3 | 0幸英明     | 59        | アルドラゴン           | 515         |
| 0000.05.02 | 船橋   | かしわ記念        | JpnI   | ダ1600m（稍） | 14    | 6     | 10    | 002.00（1人）   | 01着 | R1:37.4（36.3）   | -0.3 | 0幸英明     | 57        | （アジュディミツオー） | 510         |
| 0000.06.27 | 大井   | 帝王賞            | JpnI   | ダ2000m（良） | 15    | 5     | 8     | 001.50（1人）   | 02着 | R2:04.5（37.4）   | -0.2 | 0幸英明     | 57        | ボンネビルレコード     | 508         |
| 0000.10.08 | 盛岡   | マイルCS南部杯    | JpnI   | ダ1600m（重） | 14    | 2     | 2     | 002.10（2人）   | 01着 | R1:36.8           | -0.1 | 0幸英明     | 57        | （ワイルドワンダー）   | 506         |
| 0000.10.31 | 大井   | JBCクラシック     | JpnI   | ダ2000m（良） | 16    | 2     | 4     | 001.90（1人）   | 04着 | R2:05.8（38.5）   | -1.0 | 0幸英明     | 57        | ヴァーミリアン         | 503         |
| 0000.11.24 | 東京   | ジャパンCダート   | GI     | ダ2100m（良） | 16    | 7     | 13    | 026.5（10人）   | 07着 | R2:08.2（38.5）   | -1.5 | 0幸英明     | 57        | ヴァーミリアン         | 508         |
| 0000.12.29 | 大井   | 東京大賞典        | JpnI   | ダ2000m（不） | 15    | 2     | 2     | 009.00（3人）   | 05着 | R2:05.0（37.9）   | -1.8 | 0幸英明     | 57        | ヴァーミリアン         | 507         |
| 2008.02.24 | 東京   | フェブラリーS     | GI     | ダ1600m（良） | 16    | 5     | 10    | 019.40（7人）   | 02着 | R1:35.6（36.2）   | -0.3 | 0幸英明     | 57        | ヴァーミリアン         | 508         |
| 0000.05.05 | 船橋   | かしわ記念        | JpnI   | ダ1600m（稍） | 14    | 1     | 1     | 001.80（1人）   | 02着 | R1:37.8（37.6）   | -0.2 | 0幸英明     | 57        | ボンネビルレコード     | 498         |
| 0000.10.13 | 盛岡   | マイルCS南部杯    | JpnI   | ダ1600m（良） | 14    | 8     | 14    | 002.20（2人）   | 01着 | R1:37.3           | -0.3 | 0幸英明     | 57        | （メイショウバトラー） | 504         |
| 0000.11.03 | 園田   | JBCスプリント     | JpnI   | ダ1400m（良） | 12    | 6     | 7     | 001.70（1人）   | 04着 | R1:26.5（37.2）   | -0.9 | 0幸英明     | 57        | バンブーエール         | 514         |
| 0000.12.07 | 阪神   | ジャパンCダート   | GI     | ダ1800m（良） | 15    | 6     | 12    | 036.3（11人）   | 05着 | R1:49.6（36.6）   | -0.4 | 0幸英明     | 57        | カネヒキリ             | 510         |
| 0000.12.29 | 大井   | 東京大賞典        | JpnI   | ダ2000m（良） | 10    | 8     | 10    | 028.70（6人）   | 04着 | R2:05.4（35.6）   | -0.9 | 0幸英明     | 57        | カネヒキリ             | 510         |
| 2009.01.28 | 川崎   | 川崎記念          | JpnI   | ダ2100m（稍） | 13    | 6     | 8     | 023.40（4人）   | 04着 | R2:14.5（37.6）   | -1.2 | 0幸英明     | 57        | カネヒキリ             | 508         |
| 0000.10.12 | 盛岡   | マイルCS南部杯    | JpnI   | ダ1600m（良） | 15    | 2     | 2     | 009.80（3人）   | 05着 | R1:37.4           | -2.0 | 0幸英明     | 57        | エスポワールシチー     | 499         |
| 0000.11.03 | 名古屋 | JBCクラシック     | JpnI   | ダ1900m（良） | 12    | 6     | 7     | 034.90（5人）   | 08着 | R2:04.1（40.4）   | -3.9 | 0幸英明     | 57        | ヴァーミリアン         | 513         |

- タイム欄のRはレコード勝ちを示す。

## 血統表
| ブルーコンコルドの血統          | ブルーコンコルドの血統                             | ブルーコンコルドの血統                          | （血統表の出典）                                | （血統表の出典）        |
| 父系                            | ニジンスキー系                                     | ニジンスキー系                                  | ニジンスキー系                                  |                         |
| 父 フサイチコンコルド 1993 鹿毛 | 父の父Caerleon 1980 鹿毛                           | Nijinsky II                                     | Northern Dancer                                 | Northern Dancer         |
| 父 フサイチコンコルド 1993 鹿毛 | 父の父Caerleon 1980 鹿毛                           | Nijinsky II                                     | Flaming Page                                    |                         |
| 父 フサイチコンコルド 1993 鹿毛 | 父の父Caerleon 1980 鹿毛                           | Foresser                                        | Round Table                                     | Round Table             |
| 父 フサイチコンコルド 1993 鹿毛 | 父の父Caerleon 1980 鹿毛                           | Foresser                                        | Regal Gleam                                     |                         |
| 父 フサイチコンコルド 1993 鹿毛 | 父の母*バレークイーン Ballet Queen 1988 鹿毛       | Sadler's Wells                                  | Northern Dancer                                 | Northern Dancer         |
| 父 フサイチコンコルド 1993 鹿毛 | 父の母*バレークイーン Ballet Queen 1988 鹿毛       | Sadler's Wells                                  | Fairy Bridge                                    |                         |
| 父 フサイチコンコルド 1993 鹿毛 | 父の母*バレークイーン Ballet Queen 1988 鹿毛       | Sun Princess                                    | *イングリッシュプリンス                         | *イングリッシュプリンス |
| 父 フサイチコンコルド 1993 鹿毛 | 父の母*バレークイーン Ballet Queen 1988 鹿毛       | Sun Princess                                    | Sunny Valley                                    |                         |
| 母 エビスファミリー 1992 青鹿毛 | 母の父*ブライアンズタイム Brian's Time 1985 黒鹿毛 | Roberto                                         | Hail to Reason                                  | Hail to Reason          |
| 母 エビスファミリー 1992 青鹿毛 | 母の父*ブライアンズタイム Brian's Time 1985 黒鹿毛 | Roberto                                         | Bramalea                                        |                         |
| 母 エビスファミリー 1992 青鹿毛 | 母の父*ブライアンズタイム Brian's Time 1985 黒鹿毛 | Kelley's Day                                    | Graustark                                       | Graustark               |
| 母 エビスファミリー 1992 青鹿毛 | 母の父*ブライアンズタイム Brian's Time 1985 黒鹿毛 | Kelley's Day                                    | Golden Trail                                    |                         |
| 母 エビスファミリー 1992 青鹿毛 | 母の母エビスベローチェ 1976 黒鹿毛                 | *ヴェンチア                                     | Relic                                           | Relic                   |
| 母 エビスファミリー 1992 青鹿毛 | 母の母エビスベローチェ 1976 黒鹿毛                 | *ヴェンチア                                     | Rose o'Lynn                                     |                         |
| 母 エビスファミリー 1992 青鹿毛 | 母の母エビスベローチェ 1976 黒鹿毛                 | ヤマユリ                                        | *ネヴァービート                                 | *ネヴァービート         |
| 母 エビスファミリー 1992 青鹿毛 | 母の母エビスベローチェ 1976 黒鹿毛                 | ヤマユリ                                        | エベレスト                                      |                         |
| 母系(F-No.)                     | アストニシメント系(FN:7-c)                         | アストニシメント系(FN:7-c)                      | アストニシメント系(FN:7-c)                      | [ § 2 ]                 |
| 5代内の近親交配                 | Hail to Reason 5×4、Northern Dancer 4･4（父内）    | Hail to Reason 5×4、Northern Dancer 4･4（父内） | Hail to Reason 5×4、Northern Dancer 4･4（父内） | [ § 3 ]                 |
| 出典                            | 1. 2. 3.                                           | 1. 2. 3.                                        | 1. 2. 3.                                        | 1. 2. 3.                |

- 半妹ジョウノファミリー（父キングカメハメハ）の産駒にライジングリーズン（フェアリーステークス）、孫にビーアストニッシド（スプリングステークス）がいる。